# Henriette Richter-Röhl
Henriette Richter-Röhl (ur. 9 stycznia 1982 w Berlinie Wschodnim) – niemiecka aktorka.

## Życie i kariera
Henriette Richter-Röhl pojawiła się przed kamerą już w wieku 15 lat. Pochodzi z rodziny aktorskiej. Jej matka i jej ojciec grali na deskach teatru, oraz w różnych produkcjach filmowych. Jej brat Fridolin Richter również jest aktorem. Jej kuzynki Anna i Katja Frenzel-Röhl, a także ciotka Bärbel Röhl są aktorkami.
Henriette uczęszczała na lekcje śpiewu klasycznego w szkole muzycznej w Berlinie Wschodnim. Muzyka jest jej pasją. Od 1997 do 1999 roku była wokalistką niemieckiego zespołu rockowego.
Widzowie telewizyjni znają ją przede wszystkim z małych ról drugoplanowych w serialach telewizyjnych, takich jak: Hallo, Onkel Doc! i Dr Sommerfeld.
Od września 2005 do lutego 2007 roku wcieliła się w rolę Laury Saalfeld w telenoweli Burza uczuć produkcji ARD. W styczniu 2010 roku pojawiła się gościnnie w serialu.

## Filmografia
- 1999 : Dr. Sommerfeld – Neues vom Bülowbogen
- 2000–2003, 2007: Marienhof
- 2001: Miststück
- 2002: Herzschlag – Das Ärzteteam Nord
- 2003: Trenck – Zwei Herzen gegen die Krone
- 2004: Autobahnraser
- 2004: Um Himmels Willen
- 2004: Rosamunde Pilcher
- 2004: Geheimnis der Karibik
- 2004: Forsthaus Falkenau
- 2005: Grenzverkehr
- 2005–2007, 2010: Burza uczuć
- 2007: Das Traumschiff
- 2008: Der Alte
- 2009: Der Verlobte meiner besten Freundin
- 2009: Mein Leben – Marcel Reich-Ranicki
- 2009: SOKO Kitzbühel
- 2009: Vorzimmer zur Hölle
- 2010: Heimat zu verkaufen
- 2010: Katie Fforde
- 2010: Der Alte
- 2010: Rosamunde Pilcher
- 2010: Unter anderen Umständen
- 2010: Nach den Jahren
- 2011: Wilde Wellen
- 2011: Klarer Fall für Bär
- 2011: Vorzimmer zur Hölle
- 2011: Küstenwache
- 2011: Die Samenhändlerin
- 2012: Idiotentest
- 2012: Ein Sommer in Schottland
- 2012: Der letzte Bulle
- 2012: Lilly Schönauer
- 2013: Der Staatsanwalt
- 2013: Unsere Mütter, unsere Väter
- 2013: Vorzimmer zur Hölle
- 2013: Charlottes Welt
- 2014: Rosamunde Pilcher
- 2014: Die Familiendetektivin
- 2014: Julia und der Offizier
- 2014: Danni Lowinski
- 2015: Wilsberg
- 2015: Katie Fforde: Niezapominajki (Vergissmeinnicht)  jako Natalie Wayne lekarka
- 2015: SOKO Stuttgart
- 2015: In aller Freundschaft
- 2015: Diagnoza Betti (Bettys Diagnose) – serial telewizyjny
- 2016: Lato na Sycylii (Ein Sommer auf Sizilien) jako Sandra, somelierka
- 2016: Die Spezialisten – Im Namen der Opfer
- 2017: Das Pubertier (serial telewizyjny, odcinek 7)
- 2018: Im Wald– serial telewizyjny